# Christian Serratos
Christian Serratos pseudònim de Christian Marie Bernardi (Pasadena, 21 de setembre de 1990) és una actriu i model estatunidenca, més coneguda per interpretar Rosita Espinosa a la sèrie de televisió The Walking Dead d'AMC, basada en el còmic del mateix nom. També és coneguda per interpretar a Suzie Crabgrass a les sèries Declassified School Survival Guide de Nickelodeon Ned i a Angela Weber a la sèrie The Twilight Saga. Del 2020 al 2021 va interpretar Tejanocantante Selena a Selena: The Series de Netflix.

## Primers anys de vida

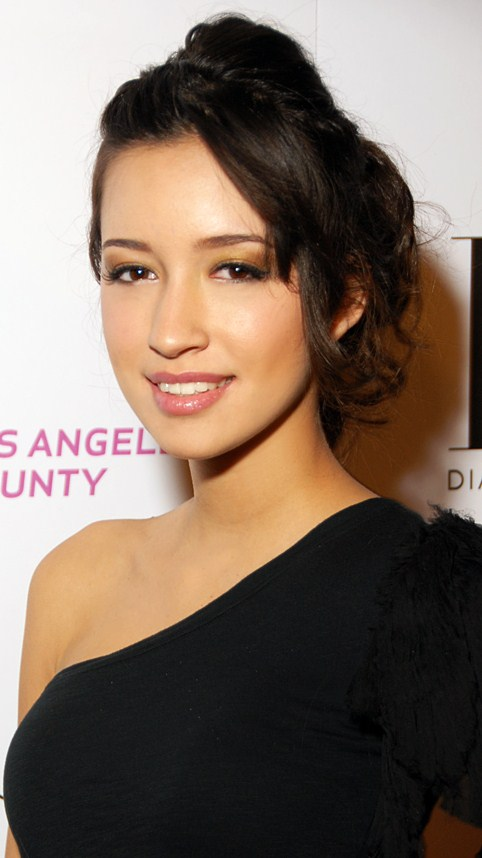
Christian Serratos el 2009

Serratos va néixer a Pasadena, Califòrnia i va créixer a Burbank, Califòrnia. La seva mare és dissenyadora de joies i agent de relacions públiques i màrqueting a l'ACSPR i és d'origen mexicà. El seu pare és un treballador de la construcció d'origen italià. Va començar el patinatge artístic als 3 anys i va continuar competint dient: "Els meus entrenadors parlaven dels Jocs Olímpics i era una bogeria. Ara, ho estic fent per diversió". Als 7 anys va signar amb la Ford Modeling Agency.

## Carrera

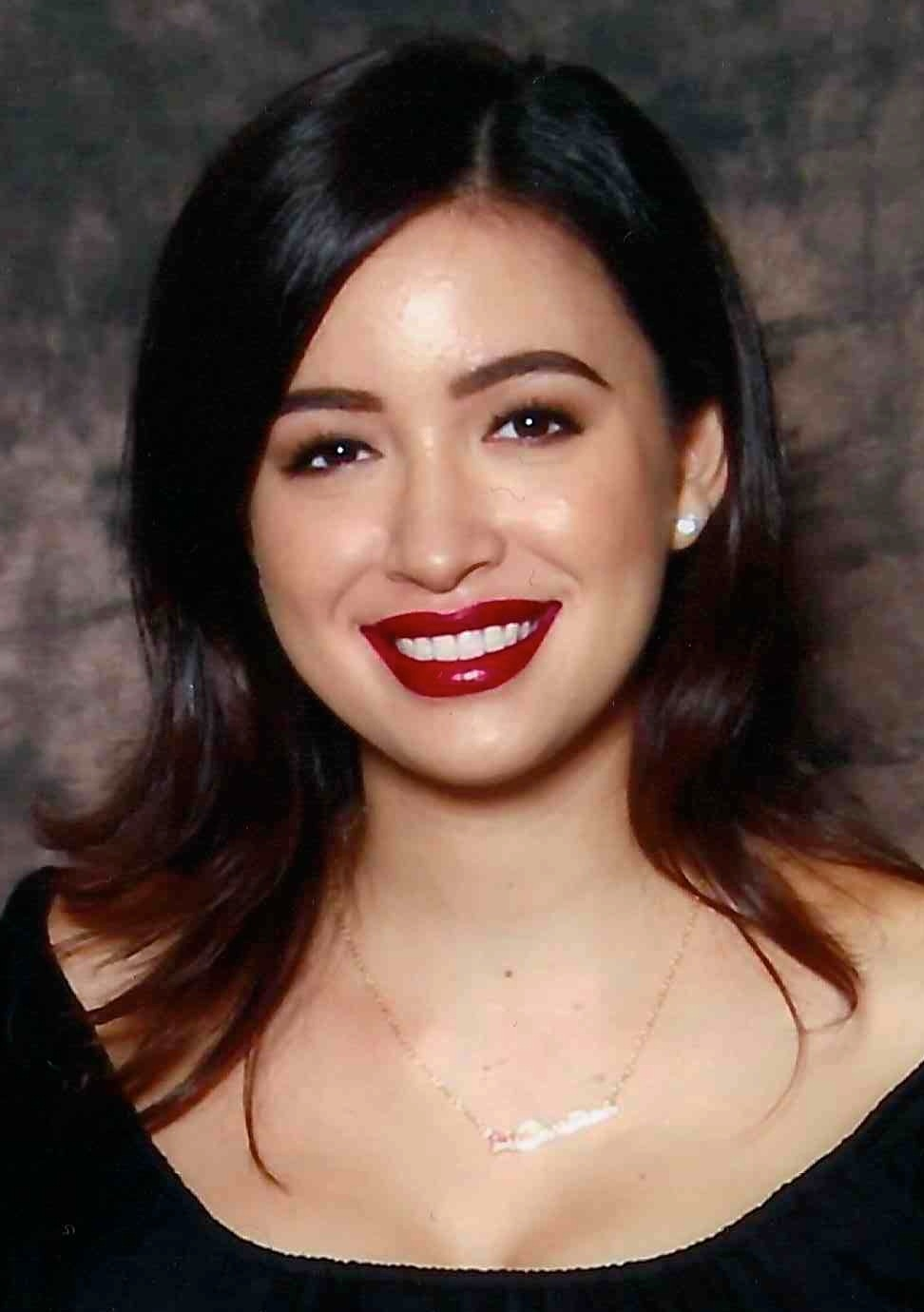
Christian Serratos el 2014

Serratos va interpretar a Suzie Crabgrass a la sèrie Nickelodeon Declassified School Survival Guide de Ned, que va debutar el 2004 i va acabar el 2007 després de tres temporades.
El paper de Serratos com a Angela Weber a Crepuscle li va valer el premi "Jove actriu de repartiment" en la categoria de millor interpretació en un llargmetratge als 30è Premis Artista Jove. Serratos va repetir el paper de les seqüeles de Twilight: Lluna nova i Eclipse. El 2011 va aparèixer al vídeo de The Black Keys de la seva cançó "Howlin 'for You".
Va interpretar al personatge recurrent de Rosita Espinosa a la quarta temporada de la sèrie The Walking Dead d'AMC, fent la seva primera aparició al final del desè episodi, "Inmates". Per al seu personatge Rosita, va ser ascendida a sèries regulars a la cinquena temporada, i es va afegir als crèdits principals de la sèrie a la setena temporada.

## Vida privada
Serratos és un activista pels drets dels animals. Ha posat en diverses campanyes PETA que promouen un estil de vida Veganisme.
El març de 2017, Serratos va revelar que esperava el seu primer fill amb el seu xicot, el cantant de New Politics, David Boyd. Va tenir una filla anomenada Wolfgang el 2017.

## Filmografia

### Actriu
| Any  | Títol                              | Paper          | Notes                   |
| ---- | ---------------------------------- | -------------- | ----------------------- |
| 2006 | Cow Belles                         | Heather Perez  | Pel·lícula de televisió |
| 2008 | Crepuscle                          | Angela Weber   |                         |
| 2009 | Lluna nova                         | Angela Weber   |                         |
| 2010 | Eclipse                            | Angela Weber   |                         |
| 2011 | 96 Minutes                         | Lena           |                         |
| 2011 | La saga Crepuscle: Albada - part 1 | Angela Weber   |                         |
| 2013 | Pop Star                           | Roxie Santos   |                         |
| 2014 | Flight 7500                        | Raquel Mendoza |                         |

| Any       | Títol                                    | Paper           | Notes          |
| --------- | ---------------------------------------- | --------------- | -------------- |
| 2004–2007 | Ned's Declassified School Survival Guide | Suzie Crabgrass | 44 episodis    |
| 2005      | Zoey 101                                 | Noia #1         | episodi: 1x12  |
| 2006      | Cow Belles                               | Heather Perez   | 1 episodi      |
| 2006      | 7th Heaven                               | Receptionista   | episodi: 11x06 |
| 2007      | Hannah Montana                           | Alexa           | episodi: 1x24  |
| 2011      | American Horror Story                    | Becca           | episodi: 1x01  |
| 2011–2012 | The Secret Life of the American Teenager | Raven           | 9 episodis     |
| 2014–2022 | The Walking Dead                         | Rosita Espinosa | 94 episodis    |
| 2020–2021 | Selena: serie                            | Selena          | 18 episodis    |

| Any  | Títol         | Paper | Notes |
| ---- | ------------- | ----- | ----- |
| 2004 | Mrs. Marshall |       |       |

### Actriu de veu
| Any  | Títol                | Paper  | Notes         |
| ---- | -------------------- | ------ | ------------- |
| 2022 | Love, Death & Robots | Harper | episodi: 3x08 |